# Horodyszcze (rejon ałczewski)
Horodyszcze (ukr. Городище) – osiedle typu miejskiego na Ukrainie, w obwodzie ługańskim, w faktycznie niefunkcjonującym rejonie ałczewskim, od 2014 pod kontrolą marionetkowej, zależnej od Rosji Ługańskiej Republiki Ludowej. W 2001 liczyło 3313 mieszkańców, wśród których 72 wskazało jako ojczysty język ukraiński, 3240 rosyjski, a 1 inny.